# Tripteromalus
Tripteromalus is een geslacht van vliesvleugeligen uit de familie Pteromalidae. De wetenschappelijke naam van dit geslacht is voor het eerst geldig gepubliceerd in 1910 door Kieffer.

## Soorten
Het geslacht Tripteromalus is monotypisch en omvat slechts de volgende soort:
- Tripteromalus lyciicola Kieffer, 1910